# Rosie (film, 2013)
Pour les articles homonymes, voir Rosie.
Pour plus de détails, voir Fiche technique et Distribution.
Rosie est un film suisse réalisé par Marcel Gisler et sorti en 2013.

## Fiche technique
- Titre : Rosie
- Réalisation : Marcel Gisler
- Scénario : Marcel Gisler et Rudolf Nadler
- Costumes : Karl Goelkel
- Décors : Karin Giezendanner
- Photographie : Sophie Maintigneux
- Montage : Bettina Böhler
- Son : Reto Stamm
- Société de production : Cobra Film AG
- Pays de production :  Suisse
- Durée : 106 minutes
- Dates de sortie :
  - Suisse : 30 mai 2013
  - Allemagne : 8 mai 2014
  - Autriche : 11 octobre 2015

## Distribution
- Fabian Krüger
- Sibylle Brunner
- Judith Hofmann
- Sebastian Ledesma

## Distinctions

### Récompenses
- Swiss Film Prize 2013 : meilleure actrice (Sibylle Brunner)
- Grand prix du jury au Mezipatra Queer Film Festival 2013
- Grand prix au Queer Lisboa 2014

### Sélections
- Festival international du film de Moscou 2013

## Accueil critique
- Daniel Sander sur le site de Der Spiegel[1]